# The Seemingly Never-Ending Story
The Seemingly Never-Ending Story, llamado La historia aparentemente interminable en España e Historia aparentemente sin final en Hispanoamérica, es el decimotercero episodio de la decimoséptima temporada de la serie animada Los Simpson, emitido originalmente el 12 de marzo de 2006 y en Hispanoamérica se estrenó el 8 de octubre de 2006. El episodio fue escrito por Ian Maxtone-Graham y dirigido por Raymond Persi. En este episodio, Homer queda atrapado en una cueva, por lo que Lisa le cuenta una historia con numerosas ramificaciones.
El título es una referencia a la novela La historia interminable, de Michael Ende, y de la película de 1984 del mismo nombre. El episodio fue clasificado TV-14-DL, la novena vez que esto sucede. En 2006, el episodio ganó un premio Emmy y un premio Annie.

## Sinopsis
Visitando una cueva llamada "Las Cavernas del Papá de Carl" (una parodia al Parque Nacional de las Cavernas de Carlsbad), Homer Simpson toca una estalactita muy frágil, lo que provoca que toda la familia caiga en una caverna desconocida que no figura en el mapa. Marge y Bart van a buscar una salida, mientras que Lisa le cuenta una historia a su padre, que no trata sobre unicornios, ya que quedó atorado en el hoyo de la caverna y que no quiere quedarse solo en esa posición. 

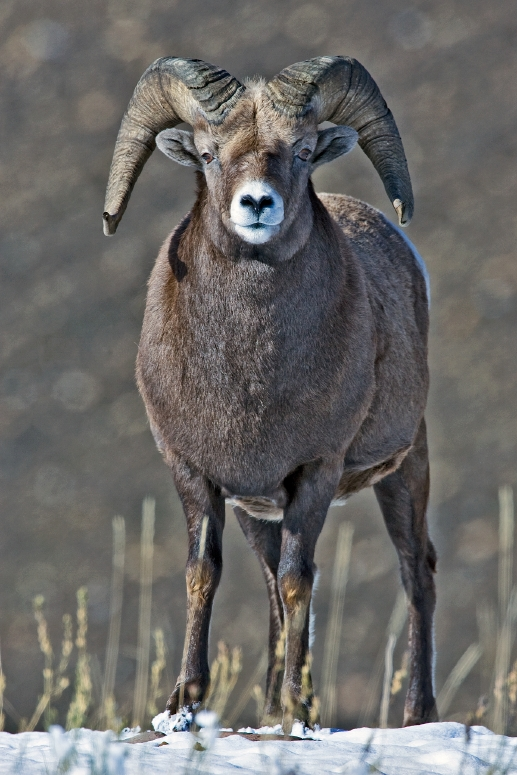
Lisa Simpson es atacada por un carnero de las Rocosas y se refugia en casa de Montgomery Burns.

La semana anterior, mientras Lisa caminaba por el bosque, un carnero de las Rocosas inexplicablemente la ataca, ella corre hasta la residencia más cercana, la mansión de Montgomery Burns. El carnero los persigue allí dentro, pero Burns y Lisa logran entrar al ático y cubrir la entrada con cajas. Allí, Lisa encuentra un retrato de Burns como empleado de la Taberna de Moe, y él comienza a contar la historia de eso.
Burns explica que pertenece a un club de hombres millonarios, y que un día, el Texano Rico y él se veían envueltos en un juego, el ganador se apoderaba de todas las posesiones terrenales del perdedor. Los 10 elementos consisten en la lápida de Frank Grimes y el cabello de Homer, entre otras cosas. El único elemento restante en la lista de elementos es una foto junto a un niño sonriente, algo que Burns no logra conseguir por su escalofriante aspecto. El Texano gana y obtiene las escrituras de la Planta Nuclear de Springfield. Burns se da cuenta de que para recuperar su Planta debe empezar desde "abajo", y para llegar abajo debe empezar desde lo alto, consiguiendo un trabajo en la Taberna de Moe. Allí, encuentra una nota debajo de una jarra de huevos que debe ser abierta cuando Moe Szyslak muera, que relata la historia de un tesoro.
En la historia, Moe y Edna Krabappel se conocen luego de que Moe sea atropellado por un autobús. Ambos se enamoran, pero Edna detesta a los cantineros ya que su exesposo era un borracho. Moe, atemorizado por perder a Edna, le dice que es un terapeuta de alcohólicos. Atemorizado porque Edna eventualmente descubra su verdadero trabajo, Moe quiere abandonar la ciudad, pero no tiene dinero. Entonces, conoce a Snake Jailbird, un arqueólogo idealista quién descubrió monedas de oro de la civilización Maya para luego donarlas al Museo. Moe decide robárselas, convirtiendo a Snake en un criminal. Moe y Edna están a punto de irse de la ciudad, pero primero, ella debe decir en la escuela que no trabajará más.
Bart le hizo pensar a Edna de que estaba castigado para distraerla mientras Nelson robaba los microscopios de la Escuela, Edna juro quedarse hasta que Bart apruebe el cuarto año.
Moe, al no poder irse con Edna, gasta las monedas del tesoro escuchando una y otra vez una canción en la gramola.
Burns abre la gramola y con las monedas de oro intenta resuperar sus propiedades pero el texano le pide una foto suya con un niño sonriendo. El ovis canadensis los ataca, pero Burns le hace frente; sin embargo el ovis canadensis solo le quería devolver a Lisa su collar, quien al ver el noble gesto del señor Burns se toma una foto con él sonriendo y así Burns recupera su planta.
Pero al final, Homer cuenta que él trajo a la familia a propósito y así poder buscar el oro del texano; ya se había escondido detrás de un árbol y oído al hombre esconderlo en la cueva. Entonces, aparece el texano, Moe, Snake y su hijo, y Burns. Todos tienen armas, y se disputan el oro, pero Marge sostiene la bolsa sobre una grieta en el suelo, y les pregunta a los hombres "¿Para qué quieren el oro?" y Marge lo tira igual por la grieta.
Al final del episodio, se revela que todo era una explicación de Bart al director Skinner explicándole porqué no pudo estudiar para el examen de geografía. Skinner no le cree, pero éste ve por la ventana a Krabappel besándose con Moe.